# ان‌جی‌سی ۷۶۶۲
ان‌جی‌سی ۷۶۶۲ (انگلیسی: NGC 7662) یا سحابی گلوله برفی یک سحابی سیاره‌ای است که در صورت فلکی آندرومدا جای دارد. این سحابی در ۶ اکتبر ۱۷۸۴ توسط ستاره‌شناس انگلیسی آلمانی الاصل ویلیام هرشل کشف شد.